# 명태균
명태균은 대한민국의 정치 브로커 겸 사업가다. 경상남도에서 주로 활동해 왔으며 이후 2024년 9월 5일 뉴스토마토의 보도로 불거진 윤석열 대통령과 김건희 여사 선거 공천 개입 논란의 핵심 인물로 언급되었다. 2024년 11월 구속되었고, 12월 정치자금법 위반 혐의로 기소되었다.
구속되기 직전까지 윤석열 부부에게 구명해달라는 식으로 압력을 넣은 사실이 밝혀지면서, 명태균이 기소당한 날 마침 12.3 불법 비상계엄 사태를 저지른 윤석열의 주요 행동요인 아니냐는 의혹이 제기되었다. 실제 명태균은 본인이 구속되면 한달 내로 이 정권은 무너진다고 큰 소리를 치기도 했다.

## 활동
2018년 미래한국연구소를 설립해 회장을 맡았다. 2017년부터 김영선과 본격적인 정치 활동을 시작했으며, 지역 사무실에서 총괄본부장으로 근무했다.

### 제20대 대한민국 대통령 선거
무렵 윤석열과 김건희를 처음 만났다. 김영선은 자신이 명태균을 윤석열에게 추천했다고 밝혔다. 이후 정황을 보면 최측근 수준으로, 인사 추천이나 본인이 운영하는 여론조사 데이터 제공 등 뒤에서 윤석열, 김건희를 보좌한 것으로 보인다.

### 제22대 국회의원 선거
2024년 초 총선 공천 과정에서 김영선이 불만을 품고, 선거구를 창원 의창구에서 김해시 갑으로 옮기는 조건으로 공천을 하지 않을 경우 자신이 김건희와 명태균의 관계를 폭로하겠다고 공천관리위원회에 말한다. 그럼에도 이후 공천에서 탈락하자 김영선은 하동 칠불사에서 이준석, 천하람과 만나 국민의힘 탈당과 개혁신당 입당, 김건희 여사의 공천 개입 폭로 등을 논의했지만, 개혁신당 비례대표 1번을 달라는 제안에 개혁신당 지도부가 난색을 보이자 개혁신당 입당을 포기한 것으로 보인다.

### 구속과 기소
2024년 하반기 명태균은 김영선과 함께 경상남도선거관리위원회로부터 검찰에 고발되었다. 명태균은 구속되기 직전까지 윤석열 부부 등 자신과 연이 있는 국힘 인사측에 구명해달라는 식으로 압력을 넣었지만, 결과적으로 그들은 명태균을 방관했고 이에 배신감을 느낀 것으로 보인다. 이후 명태균은 변호인 등을 통해 언론에 본격적인 폭로를 시작하며 명태균 게이트의 서막을 열었고, 본인이 구속되면 한달 내로 이 정권은 무너진다고 큰 소리를 치기도 했다.

## 명태균 게이트
2022년 재보궐선거 및 2024년 국회의원 선거 공천 개입 의혹 뿐만 아니라 2022년 제20대 대통령 선거의 국민의힘 당내 후보 경선에도 개입했다는 의혹이 제기되었는데, 이에 그가 2024년 10월 15일 직접 아래에 후술되는 증거자료들을 공개하면서 이른바 ‘윤석열·김건희 공천개입 의혹사건’ 관련 본격적인 폭로가 이어지기 시작했다. 
명태균이 대형 폭로를 결심한 건 일단은 홍준표와 김재원이 자신을 토사구팽했다는 것이 그 이유라고 밝혔고, 특히 김재원은 SNS 페이스북을 통해서 자신을 고소하겠다 등의 적대노선을 명확히 밝히며 토사구팽을 했기 때문이라고 페이스북을 통해 밝혔으며 김재원이 사과를 하기 전까진 윤석열과 김건희의 경선 개입에 대한 정보를 폭로하겠다며 김건희 카톡 및 홍준표의 녹취록, 그리고 김재원의 공천 비리 등의 자료를 폭로하는 치킨 게임을 개시했다. 
뉴스토마토의 보도에서 2021년 9월 29일 명태균이 윤석열이 홍준표보다 2~3% 더 나오게 해 달라는 식으로 여론조사 조작을 지시하는 육성 녹음이 공개되었다. 이후 2024년 10월 31일 더불어민주당은 윤석열 대통령과 명태균 사이에 이뤄진 통화 내용을 공개했다. 
2024년 11월 구속 이후 변호사를 통해 수사에 협조하겠다는듯한 의향을 내비치면서, 검찰이나 민주당, 언론에 이른바 '명태균 황금폰'을 제출할 용의가 있다고 밝혔고, 묘하게 명태균이 기소된 그 날 윤석열은 12.3 불법 비상계엄 사태를 일으켰다. 이후 명태균은 윤석열이 계엄을 한 이유가 황금폰에 쫄아서라며, 친위 쿠데타가 성공했으면 자긴 제거당했을거라고 국회가 자신과 관련된 특검법을 발의해주면 환영한다고 입장을 밝혔다.
언론이 확보한 녹취록을 보면 김건희 여사와 윤석열 대통령이 명태균으로부터 불법 여론조사를 제공받고 비용을 지불하지 않은채 김영선의 국회의원 공천으로 이를 무마하려한듯한 정황이 고스란히 담겨있다. 참고로 2017년 박근혜 대통령 특검을 위해 합류한 윤석열 검사 측은 박근혜의 불법 공천 개입에 징역 3년을 구형한 바 있다. 
2025년 2월 27일 명태균 특검법이 국회 본회의를 통과하였다. 다만 최상목 대통령 권한대행이 거부권을 행사할 시 200석 이상이 동의하는 재표결이 필요한데, 국민의힘이 반대하고 있어서 최종적으로 통과될지는 미지수다. 한편으론 검찰 수사가 진행되고 있다.